# 岐阜県立明智商業高等学校
岐阜県立明智商業高等学校 （ぎふけんりつ あけちしょうぎょうこうとうがっこう）とは、岐阜県恵那市に所在した商業高等学校。
2007年（平成19年）4月より岐阜県立岩村高等学校と統合して、岐阜県立恵那南高等学校として新たに生まれ変わり、全日制（単位制）の総合学科が設置された。

## 設置学科
- 商業科
- 情報会計科

## 所在地
- 〒509-7793 岐阜県恵那市明智町大庭41-2

## 学校概要
- 創立 1948年（昭和23年）
- 校訓　百錬成鉄

## 沿革
- 1948年 組合立恵南高校として設立
- 1950年 恵那町立恵南高校へ改称
- 1951年 岐阜県へ移管
- 1957年 明智高校へ改称
- 1967年 単独の商業高校となる
- 1968年 明智商業高校へ改称
- 2007年 岐阜県立岩村高等学校と統合して、岐阜県立恵那南高等学校明智校舎となる

## 部活動
| - 運動系部活動 - 軟式野球部 - バスケットボール部 - バレーボール部 - ソフトテニス部 - 陸上部 - 弓道部 - 卓球部 - スケート部 | - 文化系部活動 - ギター・マンドリン部 - コンピュータ部 - 奉仕部 - 地域振興同好会 |

## 進路状況
以前は大半が就職をしていたが、近年は半分近くの生徒が進学を希望している。進学先の多くが専門学校である。

## アクセス
- 中央自動車道 瑞浪ICより約30分
- 中央自動車道 恵那ICより約35分
- 明知鉄道 「明智駅」より約10分